# Iglesia de Santa María (Munguía)
La iglesia de Santa María es un edificio situado en la localidad española de Munguía, en la provincia de Vizcaya.

## Descripción
El edificio, que en el pasado estuvo bajo la advocación de san Pedro, se encuentra en la localidad española de Munguía, perteneciente a la provincia de Vizcaya, en la comunidad autónoma del País Vasco. Se menciona como una de las dos iglesias parroquiales matrices del lugar en el undécimo volumen del Diccionario geográfico-estadístico-histórico de España y sus posesiones de Ultramar de Pascual Madoz, donde aparece descrita con las siguientes palabras:

Tiene 2 igl. parr. unidas y matrices; la una, dedicada antiguamente á San Pedro y ahora á Sta. Maria, fue consagrada en el año 1091 por Don Pedro Nazar, obispo de Calahorra y Alava; es de una nave de 98 pies de long. y 28 de lat., con espaciosas bóvedas, 2 capillas y 5 altares de regular escultura, y un anchuroso pórtico que llama la atencion por sus gigantescas dimensiones comparado con la igl. [...] ambas forman un cabildo ecl. compuesto de 12 beneficiados enteros, 8 de los cuales residen en las matrices, 2 en el anejo de Larrauri, y los otros 2 en el Meñaca; pero 4 de los matrices tienen título de curas, de nombramiento del diocesano
(Madoz, 1848, p. 686)